# Persone di cognome Elliott
| Questa pagina contiene informazioni ricavate automaticamente dalle voci biografiche con l'ausilio del template Bio e di un bot. L'aggiornamento è periodico e automatico e ricostruisce completamente la pagina. Se manca una persona in questa lista, sei pregato di non aggiungerla, ma accertati piuttosto che la sua voce biografica contenga il template Bio e che i dati anagrafici siano correttamente compilati. Se il template Bio manca, inseriscilo tu stesso o, in alternativa, metti l'avviso {{tmp\|Bio}} che ne segnala la mancanza. Se i dati riportati sono sbagliati, correggi direttamente la voce biografica; le modifiche saranno visibili in questa lista entro pochi giorni. Per chiarimenti vedi il progetto antroponimi. La lista contiene solo le 68 persone che sono citate nell'enciclopedia e per le quali è stato implementato correttamente il template Bio. Pagina aggiornata al 23 apr 2025. |

Questa è una lista di persone presenti nell'enciclopedia che hanno il cognome Elliott, suddivise per attività principale.

## Allenatori di calcio(4)
- Jimmy Elliott, allenatore di calcio e calciatore inglese (Peterborough, n. 1891 - † 1939)
- Matt Elliott, allenatore di calcio e ex calciatore scozzese (Wandsworth, n. 1968)
- Simon Elliott, allenatore di calcio e ex calciatore neozelandese (Wellington, n. 1974)
- Wade Elliott, allenatore di calcio e ex calciatore inglese (Southampton, n. 1978)

## Artisti marziali misti(1)
- Tim Elliott, artista marziale misto statunitense (Wichita, n. 1986)

## Attori(13)
- Bob Elliott, attore e comico statunitense (Winchester, n. 1923 - Phippsburg, † 2016)
- Brennan Elliott, attore canadese (Calgary, n. 1975)
- David James Elliott, attore canadese (Milton, n. 1960)
- Denholm Elliott, attore britannico (Ealing, n. 1922 - Santa Eulària des Riu, † 1992)
- Dick Elliott, attore statunitense (Boston, n. 1886 - Los Angeles, † 1961)
- Emun Elliott, attore britannico (Edimburgo, n. 1983)
- Hunter Elliott, attore canadese (Coquitlam, n. 1989)
- Marc Elliott, attore britannico (Stratford-upon-Avon, n. 1979)
- Ross Elliott, attore statunitense (New York, n. 1917 - Los Angeles, † 1999)
- Sam Elliott, attore statunitense (Sacramento, n. 1944)
- Shawn Elliott, attore e cantante statunitense (Santurce, n. 1937 - New York, † 2016)
- Stephen Elliott, attore statunitense (New York, n. 1918 - Los Angeles, † 2005)
- Wild Bill Elliott, attore statunitense (Pattonsburg, n. 1904 - Las Vegas, † 1965)

## Attrici(5)
- Abby Elliott, attrice e comica statunitense (Wilton, n. 1987)
- Alison Elliott, attrice statunitense (San Francisco, n. 1970)
- Brooke Elliott, attrice e cantante statunitense (Fridley, n. 1974)
- Gertrude Elliott, attrice statunitense (Rockland, n. 1874 - Kent, † 1950)
- Patricia Elliott, attrice e cantante statunitense (Gunnison, n. 1938 - New York, † 2015)

## Batteristi(1)
- Stuart Elliott, batterista inglese (Londra, n. 1953)

## Calciatori(9)
- Devaughn Elliott, calciatore nevisiano (n. 1991)
- George Elliott, calciatore inglese (Sunderland, n. 1889 - Middlesbrough, † 1948)
- Harvey Elliott, calciatore inglese (Chertsey, n. 2003)
- Henry Elliott, calciatore inglese
- Jack Elliott, calciatore inglese (Londra, n. 1995)
- Marvin Elliott, ex calciatore inglese (Wandsworth, n. 1984)
- Stephen Elliott, ex calciatore irlandese (Dublino, n. 1984)
- Stuart Elliott, ex calciatore nordirlandese (Belfast, n. 1978)
- Tom Elliott, ex calciatore inglese (Leeds, n. 1990)

## Cantanti(1)
- Joe Elliott, cantante britannico (Sheffield, n. 1959)

## Cantautori(2)
- Matt Elliott, cantautore e chitarrista inglese (Bristol, n. 1974)
- Maxi Priest, cantautore britannico (Lewisham, n. 1961)

## Cestisti(5)
- Bob Elliott, ex cestista statunitense (Ann Arbor, n. 1955)
- Eric Elliott, ex cestista e allenatore di pallacanestro statunitense (n. 1969)
- Reggie Elliott, ex cestista statunitense (Clearwater, n. 1973)
- Rodney Elliott, ex cestista statunitense (Baltimora, n. 1976)
- Sean Elliott, ex cestista statunitense (Tucson, n. 1968)

## Chitarristi(1)
- Spencer Elliott, chitarrista statunitense

## Ciclisti su strada(2)
- Malcolm Elliott, ex ciclista su strada e pistard britannico (Sheffield, n. 1961)
- Seamus Elliott, ciclista su strada irlandese (Dublino, n. 1934 - Dublino, † 1971)

## Comici(1)
- Chris Elliott, comico, attore e scrittore statunitense (New York, n. 1960)

## Giocatori di badminton(1)
- Jarred Elliott, giocatore di badminton sudafricano (n. 2000)

## Giocatori di football americano(5)
- Cristopher Elliott, giocatore di football americano e allenatore di football americano statunitense (Miami)
- DeShon Elliott, giocatore di football americano statunitense (Heath, n. 1997)
- Ezekiel Elliott, giocatore di football americano statunitense (St. Louis, n. 1995)
- Jake Elliott, giocatore di football americano statunitense (Western Springs, n. 1995)
- Jordan Elliott, giocatore di football americano statunitense (Missouri City, n. 1997)

## Hockeisti su ghiaccio(1)
- Brian Elliott, hockeista su ghiaccio canadese (Newmarket, n. 1985)

## Ingegneri(1)
- Mike Elliott, ingegnere e dirigente sportivo britannico (St Austell, n. 1974)

## Insegnanti(1)
- Jane Elliott, insegnante e attivista statunitense (Riceville, n. 1933)

## Mezzofondisti(2)
- Herb Elliott, ex mezzofondista australiano (Subiaco, n. 1938)
- Peter Elliott, ex mezzofondista britannico (Rawmarsh, n. 1962)

## Musicisti(1)
- Ramblin' Jack Elliott, musicista statunitense (New York, n. 1931)

## Nuotatrici(1)
- Maddison Elliott, nuotatrice australiana (Newcastle, New South Wales, n. 1998)

## Piloti automobilistici(2)
- Chase Elliott, pilota automobilistico statunitense (Dawsonville, n. 1995)
- Bill Elliott, pilota automobilistico statunitense (Dawsonville, n. 1955)

## Politici(1)
- Robert Brown Elliott, politico e avvocato statunitense (Liverpool, n. 1842 - † 1884)

## Rapper(1)
- Missy Elliott, rapper, cantautrice e produttrice discografica statunitense (Portsmouth, n. 1971)

## Registe teatrali(1)
- Marianne Elliott, regista teatrale britannica (Londra, n. 1966)

## Registi(1)
- Stephan Elliott, regista e sceneggiatore australiano (Sydney, n. 1964)

## Sceneggiatori(1)
- Ted Elliott, sceneggiatore statunitense (Santa Ana, n. 1961)

## Sciatrici freestyle(1)
- Karenna Elliott, sciatrice freestyle statunitense (Cincinnati, n. 2000)

## Storici(1)
- John Elliott, storico britannico (Reading, n. 1930 - Oxford, † 2022)

## Teologhe(1)
- Malinda Cramer, teologa statunitense (Greensboro, n. 1844 - San Francisco, † 1906)